# Cù đèn Lâm Đồng
Cù đèn Lâm Đồng (danh pháp: Croton lamdongensis) là một loài thực vật có hoa trong họ Đại kích. Loài này được Nguyễn Nghĩa Thìn mô tả khoa học đầu tiên năm 1995.